# Ṭūsūn Pascià
Ṭūsūn Pascià (turco: Tosun Paşa o Ahmet Tosun Paşa, turco ottomano: طوسون پاشا, arabo: طوسون باشا; Rumelia, 1794 – Birinbal, 28 settembre 1816) è stato un generale e politico ottomano, figlio primogenito di Muḥammad ʿAlī Pascià, Wālī d'Egitto tra il 1805 e il 1849.

## Biografia
Non altrettanto noto come l'altro figlio di Muḥammad ʿAlī Pascià, Ibrāhīm Pascià, Ṭūsūn Pascià non ebbe tuttavia minor rilevanza storica, a causa del comando delle operazioni affidatogli dal padre nel 1811 nelle guerre contro i Sauditi wahhabiti, concluse col successo delle armi egiziane.
Ṭūsūn era stato destinato dal padre a succedergli ma ciò non si poté realizzare in quanto Ṭūsūn morì di malattia nel 1816. Suo fratello Ibrāhīm gli succedette nella funzione di comandante in capo delle operazioni contro i Sauditi.

## Retaggio
Decenni dopo, nel 1848, il figlio di Ṭūsūn, ʿAbbās ḤilmĪ, ereditò il ruolo di Pascià d'Egitto direttamente per volontà del nonno, Muḥammad ʿAlī, regnando per sei anni, fino alla morte per assassinio avvenuta nel 1854.
La Moschea di alabastro (Moschea di Muḥammad ʿAlī) fu edificata da Muḥammad ʿAlī in memoria del figlio Ṭūsūn, morto ancora giovane.

## Nella cultura di massa
Il film turco Tosun Paşa, diretto da Oktar Durukan), narra le sue vicende. A interpretare Ṭūsūn fu l'attore Kemal Sunal.